# Л'Анс (Мічиган)
Л'Анс (англ. L'Anse) — селище (англ. village) в США, в окрузі Багара штату Мічиган. Населення — 1874 особи (2020).

## Географія
Л'Анс розташований за координатами 46°45′10″ пн. ш. 88°26′53″ зх. д. / 46.75278° пн. ш. 88.44806° зх. д. (46.752865, -88.448145).  За даними Бюро перепису населення США в 2010 році селище мало площу 6,55 км², з яких 6,55 км² — суходіл та 0,00 км² — водойми.

## Демографія
Згідно з переписом 2010 року, у селищі мешкало 2011 особа в 874 домогосподарствах у складі 502 родин. Густота населення становила 307 осіб/км².  Було 988 помешкань (151/км²).
Расовий склад населення:
| - 88,7 % — білих - 5,0 % — корінних американців - 1,4 % — чорних або афроамериканців - 0,2 % — азіатів |

До двох чи більше рас належало 4,6 %. Частка іспаномовних становила 0,9 % від усіх жителів.
За віковим діапазоном населення розподілялося таким чином: 22,9 % — особи молодші 18 років, 55,3 % — особи у віці 18—64 років, 21,8 % — особи у віці 65 років та старші. Медіана віку мешканця становила 41,7 року. На 100 осіб жіночої статі у селищі припадало 91,0 чоловіків;  на 100 жінок у віці від 18 років та старших — 88,0 чоловіків також старших 18 років.
Середній дохід на одне домашнє господарство  становив 45 864 долари США (медіана — 38 911), а середній дохід на одну сім'ю — 57 640 доларів (медіана — 53 500). За межею бідності перебувало 15,0 % осіб, у тому числі 20,9 % дітей у віці до 18 років та 8,5 % осіб у віці 65 років та старших.
Цивільне працевлаштоване населення становило 854 особи. Основні галузі зайнятості: освіта, охорона здоров'я та соціальна допомога — 25,2 %, публічна адміністрація — 12,9 %, роздрібна торгівля — 10,3 %, виробництво — 10,3 %.